# 2020年の宝塚歌劇公演一覧
本項目は2020年の宝塚歌劇公演一覧（2020ねんのたからづかかげきこうえんいちらん）について示す。
新型コロナウイルスの影響により、4月から6月までの公演中止と公演スケジュール見直しを発表された。

## 宝塚大劇場公演

### 雪組
- 1月1日(水) - 2月3日(月)
  - 『ONCE UPON A TIME IN AMERICA』（脚本・演出：小池修一郎）

### 星組
- 2月7日(金) - 3月9日(月)
  - 『眩耀の谷 〜舞い降りた新星〜』（作・演出・振付：謝珠栄）
  - 『Ray -星の光線-』（作・演出：中村一徳）

新型コロナウイルスの影響により、2月29日から3月8日まで公演中止。

### 花組
- 7月17日(金) - 9月5日(土）
  - 『はいからさんが通る』〜原作：大和和紀「はいからさんが通る」(講談社KCDXデザート) (C)大和和紀/講談社〜（脚本・演出：小柳奈穂子）

公演関係者に新型コロナウイルスの陽性反応が認められたため、8月2日から8月31日まで公演中止。

### 雪組
- 9月11日（金）- 9月19日（土）
  - 『NOW! ZOOM ME!』（作・演出：齋藤吉正）

### 月組
- 9月25日(金) - 11月1日(日)
  - 『WELCOME TO TAKARAZUKA -雪と月と花と-』（作・演出：植田紳爾、監修：坂東玉三郎）
  - 『ピガール狂想曲』〜W.シェイクスピア原作「十二夜」より〜（作・演出：原田諒）

### 宙組
- 11月7日(土) - 12月14日(月)
  - 『アナスタシア』（脚本：テレンス・マクナリー、音楽：ステファン・フラハティ、作詞：リン・アレンス、潤色・演出：稲葉太地）

## 東京宝塚劇場公演

### 宙組
- 1月3日(金) - 2月16日(日)
  - 『El Japōn -イスパニアのサムライ-』（作・演出：大野拓史）
  - 『アクアヴィーテ!! 〜生命の水〜』（作・演出：藤井大介）

### 雪組
- 2月21日(金) - 3月22日(日)
  - 『ONCE UPON A TIME IN AMERICA』（脚本・演出：小池修一郎）

新型コロナウイルスの影響により、2月29日から3月8日まで、3月11日から3月21日まで公演中止。

### 星組
- 7月31日（金）～ 9月20日（日）
  - 『眩耀の谷 〜舞い降りた新生〜』（作・演出・振付：謝珠栄）
  - 『Ray -星の光線-』（作・演出：中村一徳）

公演関係者に新型コロナウイルスの陽性反応が認められたため、8月7日から8月20日まで公演中止。

### 雪組
- 9月26日（土）- 10月3日（土）
  - 『NOW! ZOOM ME!』（作・演出：齋藤吉正）

### 花組
- 10月9日(金) - 11月15日(日)
  - 『はいからさんが通る』〜原作：大和和紀「はいからさんが通る」(講談社KCDXデザート)(C)大和和紀/講談社〜（脚本・演出：小柳奈穂子）

### 月組
- 11月20日(金) - 2021年1月3日(日)
  - 『WELCOME TO TAKARAZUKA -雪と月と花と-』（作・演出：植田紳爾、監修：五代目坂東玉三郎）
  - 『ピガール狂想曲』〜W.シェイクスピア原作「十二夜」より〜（作・演出：原田諒）

## 宝塚バウホール公演

### 専科・雪組公演
- 10月12日（月）- 10月25日（日）
  - 『パッション・ダムール －愛の夢－』（作・演出：岡田敬二）

## その他の特別公演

### 花組
- 1月7日(火) - 1月22日(水) 東京国際フォーラム ホールC
  - 『DANCE OLYMPIA -Welcome to 2020-』（作・演出：稲葉太地）

- 1月5日(日) - 1月13日(月) 梅田芸術劇場 シアター・ドラマシティ/1月20日(月) - 1月27日(月) 日本青年館ホール
  - 『マスカレード・ホテル』〜原作：東野圭吾「マスカレード・ホテル」(集英社文庫刊)〜（脚本・演出：谷正純）

### 月組
- 2月8日(土) - 2月16日(日) 梅田芸術劇場 シアター・ドラマシティ/2月24日(月) - 3月1日(日) 東京建物 Brillia HALL
  - 『出島小宇宙戦争』（作・演出：谷貴矢）

新型コロナウイルスの影響により、2月28日をもって公演中止。
- 2月10日(月) - 3月4日(水) 御園座
  - 『赤と黒』-原作：スタンダール- （脚本：柴田侑宏、演出：中村暁）

新型コロナウイルスの影響により、2月28日をもって公演中止。

### 宙組
- 8月1日（土）- 8月11日（火） 梅田劇術劇場 メインホール/9月6日(日) - 9月15日(水) 日生劇場
  - 『FLYNG SAPA -フライング サパ-』（作・演出：上田久美子）

- 8月14日(金) - 8月18日(火)  梅田芸術劇場 シアター・ドラマシティ
  - 『壮麗帝』（作・演出：樫畑亜依子）

### 雪組
- 8月29日(土) - 9月6日(日)　梅田芸術劇場 メインホール
  - 『炎のボレロ』（作・柴田侑宏、演出：中村暁）
  - 『Music Revolution -New Spirit-』（作・演出：中村一徳）

公演関係者に新型コロナウイルスの陽性反応が認められたため、当初のスケジュールでの開催を見合わせていた。

### 星組
- 11月20日（金）- 11月28日（土） 梅田芸術劇場 メインホール
  - 『エル・アルコン-鷹- 〜青池保子原作「エア・アルコン -鷹-」「七つの海七つの空」より』（原作：青池保子(秋田書店)、脚本・演出：斎藤吉正）
  - 『Rey -星の光線-』（作・演出：中村一徳）

- 12月4日（金） - 12月12日（土）　梅田芸術劇場 シアター・ドラマシティ
  - 『シラノ・ド・ベルジュラック』（脚本・演出：大野拓史）